# Petra Kamstra
Petra Kamstra (* 18. März 1974) ist eine ehemalige niederländische Tennisspielerin.

## Karriere
Auf der WTA Tour gewann sie einen Doppeltitel. Ihr bestes Grand-Slam-Ergebnis war das Achtelfinale im Einzel von Wimbledon 1995, das sie gegen Conchita Martínez mit 2:6, 3:6 verlor.

## Turniersiege

### Doppel
| Nr. | Datum        | Turnier  | Kategorie   | Belag     | Partnerin   | Finalgegnerinnen            | Ergebnis      |
| --- | ------------ | -------- | ----------- | --------- | ----------- | --------------------------- | ------------- |
| 1.  | Oktober 1995 | Surabaya | WTA Tier IV | Hartplatz | Tina Križan | Nana Miyagi Stephanie Reece | 2:6, 6:4, 6:1 |